# Ультразвук. Маленькая энциклопедия
Ма́ленькая энциклопе́дия «Ультразву́к» — отраслевая энциклопедия, посвящённая физике ультразвука, его теории и практическому применению.
Даны основные понятия, относящиеся к строению вещества и физике твёрдого тела, необходимые для понимания физики ультразвука. Рассмотрены процессы и явления, свойственные ультразвуковым колебаниям и волнам; распространение ультразвуковых волн в материальной среде и их взаимодействие с веществом. Описаны принципы действия и устройство различных видов излучателей и приёмников ультразвука. Освещена ультразвуковая техника в целом а также конкретные приборы и практические применения ультразвуковых методов.
Книга адресована инженерам, врачам и биологам; студентам и аспирантам; преподавателям вузов и втузов; учителям средних школ и, наконец, всем читателям, желающим расширить и систематизировать свои представления о предмете — всем интересующимся прогрессом науки и техники.
Энциклопедия в составе одного тома тиражом 40 000 экземпляров издана в 1979 году ордена Трудового Красного Знамени издательством «Советская энциклопедия».

## Редакционная коллегия
- Голямина И. П. (главный редактор);
- Исакович М. А.;
- Китайгородский Ю. И.;
- Лямов В. Е.;
- Найдёнова И. Б.

## Выходные и выпускные данные
- Ультразвук: Маленькая энциклопедия / Гл. ред. И. П. Голямина. — М.: Советская энциклопедия, 1979. — 400 с.: ил.; 21 см. — Предм. указ.: с. 397–400. — 2.90 р.
- Ультразвук. Маленькая энциклопедия / Глав. ред. И. П. Голямина. — М.: «Советская энциклопедия», 1979. — 400 с. — 40 000 экз.
- ББК 534-8 (03)
- ГРНТИ 29.37.17.01.33
- Авторский знак У51
- Сдано в набор 6.12.78
- Подписано в печать 11.5.79
- Место издания — Москва
- Количество страниц 400
- Высота обложки 21 см
- Формат 60×901/16
- Бумага типографская № 1
- Гарнитура обыкновенно-новая
- Печать высокая
- Объём издания: 25,0 усл. печ. л.; 39,98 уч.-изд. л.
- Тираж: 40 000 экземпляров
- Заказ № 2154
- Цена: 2 рубля 90 копеек
- Ордена Трудового Красного Знамени Московская типография № 2 «Союзполиграфпрома»
при Государственном комитете СССР по делам издательств, полиграфии и книжной торговли.
Москва, 129085. Проспект Мира, 105.

## Аннотация
Энциклопедия «Ультразвук» знакомит читателя с различными физическими явлениями, связанными с распространением ультразвука и гиперзвука, а также с использованием их в науке и технике.

Книга представляет интерес для инженеров, преподавателей вузов, студентов, врачей и др.